# Saint-Laurent-en-Grandvaux
Saint-Laurent-en-Grandvaux település Franciaországban, Jura megyében. Lakosainak száma 1818 fő (2022. január 1.). Saint-Laurent-en-Grandvaux Fort-du-Plasne, La Chaumusse, Lac-des-Rouges-Truites, Morbier, Saint-Pierre és Grande-Rivière Château községekkel határos.

## Népesség
A település népessége az elmúlt években az alábbi módon változott:
| Lakosok száma | 1523 | 1735 | 1781 | 1740 | 1828 | 1831 | 1807 | 1812 | 1824 | 1818 |
|               | 1968 | 1982 | 1990 | 2006 | 2013 | 2015 | 2017 | 2019 | 2020 | 2022 |